# Manuel Bravo (Fußballspieler, 1897)
Manuel Bravo Paredes (* 17. Februar 1897 in Chile; † 7. November 1974 in Viña del Mar) war ein chilenischer Fußballspieler. Der Stürmer absolvierte drei Länderspiele für die chilenische Nationalmannschaft und nahm mit dieser an den Olympischen Sommerspielen 1928 in Amsterdam teil.

## Vereinskarriere
Manuel Bravo begann beim Unión Coquimbo in der Liga Antofagasta. Der Klub gewann dort sechs Jahre in Folge den Titel. 1924 wechselte der Mittelstürmer in die Liga de Valparaíso zu den Santiago Wanderers. Beim Klub aus der Hafenstadt Valparaíso spielte Bravo bis 1930, allerdings schloss er sich 1927 der internationalen Reise des CSD Colo-Colo nach Amerika und Europa an. 1931 spielte Bravo seine letzte Karrieresaison bei Everton, mit dem er die Liga de Valparaíso gewinnen konnte.

## Nationalmannschaftskarriere
Manuel Bravo wurde von Nationaltrainer Juan Carlos Bertone für den Campeonato Sudamericano 1922 nominiert. Beim 1:1-Unentschieden im Auftaktspiel gegen Gastgeber Brasilien schoss Bravo kurz vor der Halbzeitpause den Ausgleichstreffer. Danach fielen die Leistungen der Chilenen allerdings ab und das Unentschieden blieb der einzige Turnierpunkt für La Roja, bei denen Bravo noch zwei weitere Spiele absolvierte. Im letzten Spiel fehlte er verletzungsbedingt.
Manuel Bravo wurde zudem sechs Jahre später für Chile für die Olympischen Sommerspiele 1928 in Amsterdam nominiert. Dort kam er im Finale der Trostrunde gegen Gastgeber Niederlande beim 2:2-Unentschieden zum Einsatz. Bravo erzielte den 1:0-Führungstreffer. Bravo absolvierte somit vier Länderspiele, in denen er zwei Tore erzielte.

## Erfolge
Unión Coquimbo
- Liga Antofagasta: 1917, 1918, 1919, 1920, 1921, 1922

Everton
- Liga de Valparaíso: 1931